# الطاقة الذرية الكندية المحدودة
الطاقة الذرية الكندية المحدودة (بالإنجليزية: Atomic Energy of Canada Limited أو AECL) هي شركة تاجية اتحادية كندية وتُعد أكبر مختبر للعلوم والتقنيات النووية في كندا. وضعت الشركة تقنية مفاعل كاندو، وبدأَت نشاطها من خمسينات القرن العشرين، وفي أكتوبر 2011 أُعطيَت الشركة الترخيض من وكالة طاقة كاندو للتقنيات.
اليوم تقوم الشركة بتطوير التطبيقات السلمية وابتكار التقنيات النووية من خلال الخبرة في الفيزياء، وعلم المعادن والكيمياء والأحياء والهندسة. وتتراوح أنشطة الشركة في البحوث والتطوير والتصميم والهندسة لتطوير التقنيات المتخصصة، وأيضًا تقوم بإدارة النفايات وإلغاء التراخيص. شركاء هذه الشركة هي الجامعات الكندية، والحكومة الكندية، وبعض القطاعات الخاصة، وبعض الوكالات (بما في ذلك طاقة كاندو)، ومختبرات وطنية مختلفة خارج كندا، والوكالات الدولية مثل الوكالة الدولية للطاقة الذرية.